# واسک (نیویورک)
واسک (به انگلیسی: Wassaic) یک منطقهٔ مسکونی در ایالات متحده آمریکا است که در شهرستان داچس، نیویورک واقع شده‌است. واسک ۱۳۸٫۹۹ متر بالاتر از سطح دریا واقع شده‌است.